# UGC 7085A
Arp 97 = UGC 7085A ist die Bezeichnung einer interagierendes Galaxienpaar im Sternbild Großer Bär. Halton Arp gliederte seinen Katalog ungewöhnlicher Galaxien nach rein morphologischen Kriterien in Gruppen. Diese Galaxie gehört zu der Klasse Spiralgalaxien mit einem elliptischen Begleiter auf einem Arm (Arp-Katalog).

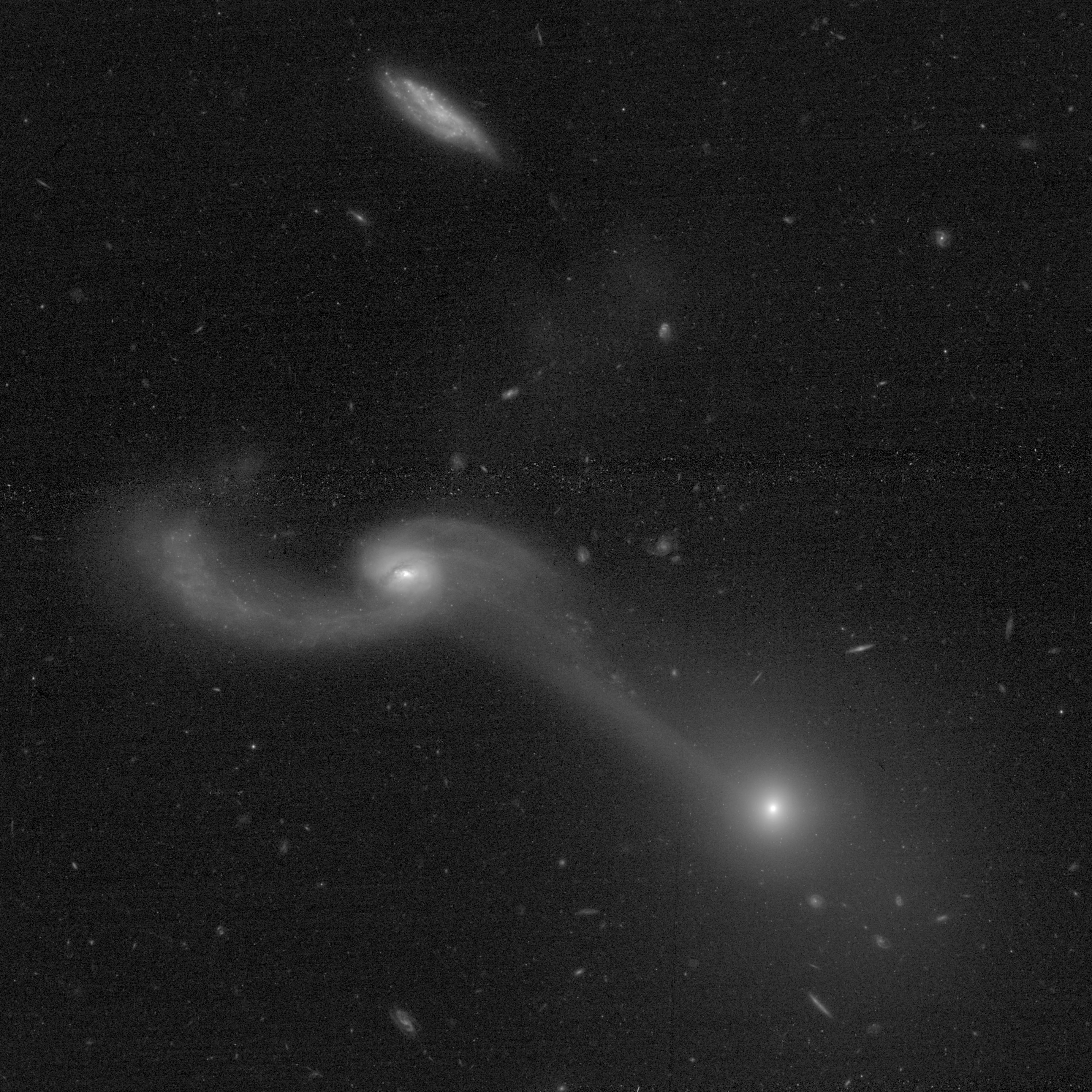
Aufnahme mithilfe des Hubble-Weltraumteleskops